# Fight Night (singolo)
Fight Night è un singolo del gruppo musicale statunitense Migos pubblicato il 25 febbraio 2014.

## Tracce
1. Fight Night – 4:12